# Joseph Leimbach

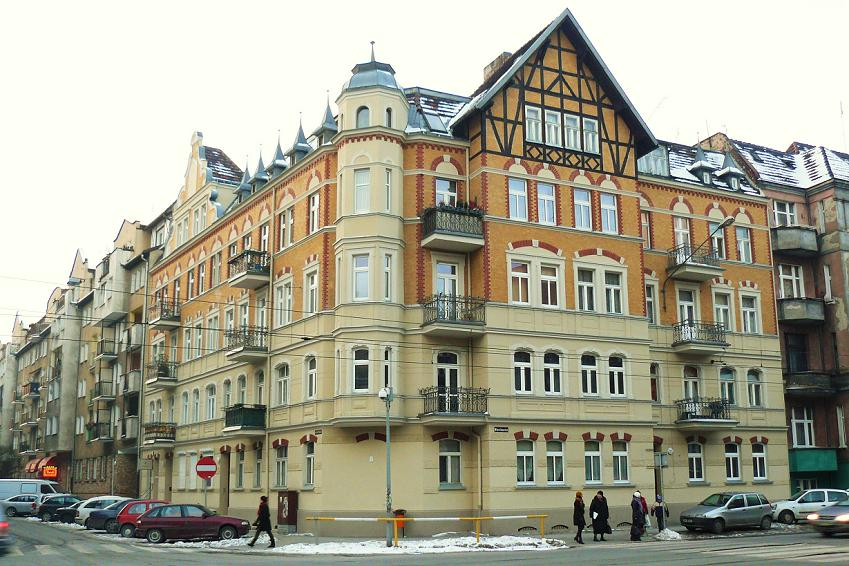
Kamienica przy ul. Wierzbięcice 21

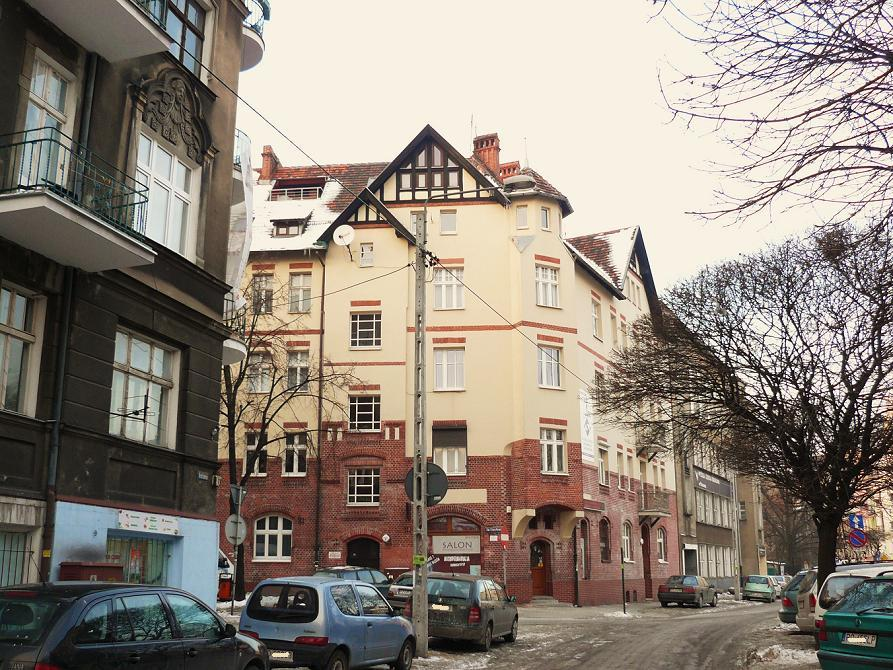
Kamienica przy ul. Różanej 11 (na rogu św. Czesława)

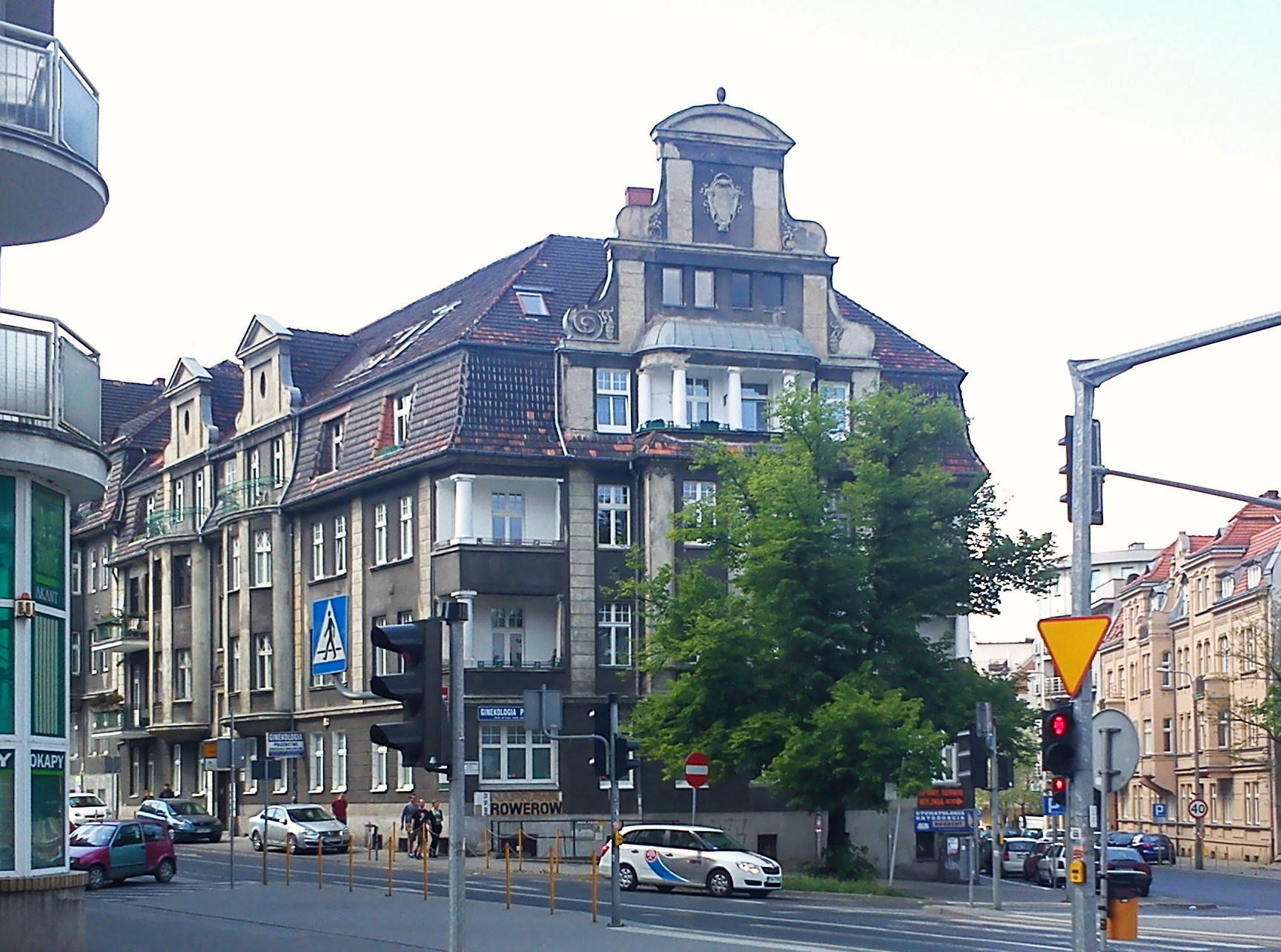
Kamienica na rogu ulic Poznańskiej i Jeżyckiej

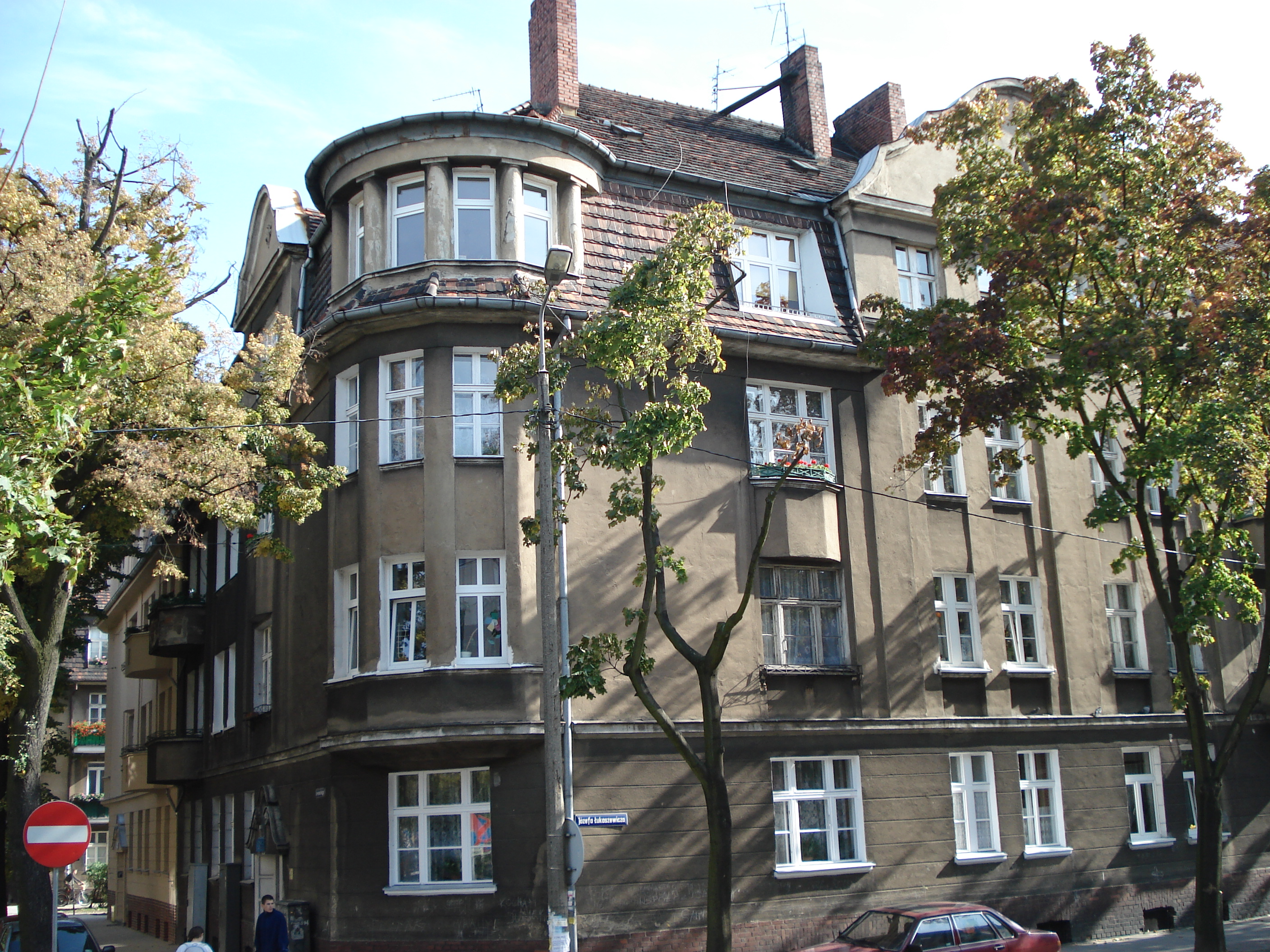
Dom urzędniczy przy ul. Łukaszewicza w Poznaniu z lat 1912-1913

Joseph Leimbach (miejsce urodzenia i śmierci nieznane) – niemiecki architekt działający w Poznaniu w początkach XX wieku, związany przede wszystkim z wczesnym budownictwem spółdzielczym. Do dziś charakterystyczne projekty Leimbacha definiują przestrzeń niektórych poznańskich ulic, w szczególności na Wildzie. 

## Życiorys
Jan Skuratowicz, mimo szczegółowych badań nad poznańską architekturą XIX i XX wieku nie ustalił dat urodzin i śmierci architekta. Wiadomo, że po raz pierwszy w Poznaniu pojawił się w 1908, kiedy to zaprojektował niezrealizowany budynek administracyjny przy Rynku Wildeckim. W 1910 zaproponował projekt budynku Towarzystwa Wioślarskiego nad Wartą. Mniej więcej od tego czasu architekt zyskuje na popularności i swoją działalność wiąże się z powstałym wówczas ruchem spółdzielczości mieszkaniowej, zwłaszcza ze Spółdzielnią Urzędników Niemieckich (DBWBV – Deutscher-Beamter-Wohnungs-Bau-Verein) oraz ze Spar- und Bauverein. Realizują one swoje przedsięwzięcia budowlane głównie w obrębie intensywnie rozwijającej się wtedy Wildy. 
Leimbach, wychowany na wzorcach berlińskich, stosuje w swoich kamienicach rozwiązania propagowane przez Paula Mebesa i Alberta Geßnera – berlińskich architektów tworzących wtedy nową koncepcję domu mieszkalnego, bez dekoracji sztukatorskich. Architekt dostosował je do potrzeb poznańskich odbiorców, wzbogacając stosowane środki architektoniczne o dekoracyjną grę użytych materiałów budowlanych, zwłaszcza drewna. Projekty Leimbacha publikowane były w Ostdeutsche Bauzeitung i potem powielane w innych miastach. 

## Wybrane budynki
Oprócz wymienionych wyżej projektów budynków administracyjnego i wioślarskiego, do poznańskich realizacji architekta należą:
- dom inżyniera Louisa Rakowa – ul. Następcy Tronu (Górna Wilda) 90c (1910) – po publikacji projektu stał się wzorcem dla wielu innych budynków w Niemczech
- dom przy ul. Różanej 11 (1911)
- dom przy ul. Bittera (Wierzbięcice) 41 (1911)
- zespół mieszkalny przy ul. Karwowskiego (1912–1913)
- dom przy ul. Małgorzaty (Przemysłowa) dawny nr 51 (1913)
- dom przy ul. Bittera 15 (1913) oraz 19 i 43 (1914), a także 21
- dom przy ul. Nollendorfa (Jackowskiego, Jeżyce) 17 (1914)
- kamienica na skrzyżowaniu ulic Poznańskiej i Jeżyckiej,
- Dom urzędniczy przy ul. Łukaszewicza (1912-1913)
- kamienice urzędnicze przy ul. Śniadeckich (domniemanie, być może autorem był Max Biele).